# 大西隼
大西 隼（おおにし じゅん、1985年12月18日 - ）は、東京都出身のオートバイレーサー。

## 戦績
- 2010年 - 全日本ロードレース選手権J-GP3ランキング24位 Projectμ7C HARC ホンダ・RS125R
- 2011年 - 全日本ロードレース選手権J-GP3ランキング14位 Projectμ7C HARC ホンダ・RS125R
- 2011年 - ロードレース世界選手権125ccクラス第15戦に参戦しリタイア プロジェクトμ7C・ハルク ホンダ・RS125R
- 2012年 - 全日本ロードレース選手権J-GP3ランキング21位 Projectμ7C HARC ホンダ・NSF250R
- 2012年 - 全日本ロードレース選手権J-GP3ランキング11位 Projectμ7C HARC ホンダ・NSF250R